# モタケス
モタケス（古代ギリシア語: μόθαξ、mothax：複数形 μόθακες、mothakes）は、古代ギリシア語ドーリス方言 (Doric Greek) で「まま兄弟（異母兄弟）」を意味する言葉。日本語では、原語の単数形に基づくモタクスというカタカナ表記も見られるが、複数形に由来するモタケスが用いられることが多い。
この言葉は、古代、特にペロポネソス戦争の時期（紀元前431年 - 紀元前404年）のスパルタにおいて、特定の社会階層を指す表現として用いられた。モタケスと呼ばれたのは、スパルタ人の父とヘイロタイ（非自由身分）の母の間に生まれた者やその子孫、ないしは、貧窮して没落したスパルタ人たちであった。モタケスは、軍団の共通の食事に加わる事は許されず、スパルタ人戦士と「平等」な地位を与えられてはいなかった。しかし、彼らは、ペリオイコイ（スパルタ市民としての参政権などはない下層自由民）たちとともに部隊の一員として戦闘に参加した。
モタケスは自由身分ながらスパルタ市民ではなかったが、スパルタ市民の子弟と一緒に、その乳兄弟として育てられた。モタケスが軍に参加するための費用は、通常は裕福な一族が後援者となって負担した。モタケスの中には、ギュリッポスやリュサンドロスのように出世した者もあった。ギュリッポスの父は反逆罪で追放されており、リュサンドロスは貧困の中に育った。